# دانشگاه علوم اقتصادی
دانشکده علوم اقتصادی یکی از دانشگاه‌های دولتی ایران بود که در تهران قرار داشت. این دانشگاه پیشتر وابسته به وزارت امور اقتصادی و دارایی بود و دانشکده امور اقتصادی نامیده می‌شد و بعدها تحت نظر وزارت علوم، تحقیقات و فناوری قرار گرفت. این دانشگاه در اواخر سال ۹۳ با دانشگاه خوارزمی تهران ادغام گردید؛ علت این ادغام نیاز دانشگاه خوارزمی به دانشکده‌های «علوم مالی»، «علوم اقتصادی» و «مدیریت» بود.

## تاریخچه
این دانشگاه به عنوان نخستین مرکز آموزشی وزارت مالیه که بعداً وزارت امور اقتصادی و دارایی نام گرفت، در سال ۱۳۱۵ بنیان‌گذاری شد. هدف اصلی آن مرکز در دوره طولانی تحولات ۵۰ ساله خود(۱۳۱۵–۱۳۶۵)، آموزش و تربیت نیروی انسانی ماهر در رده‌های مختلف دانشگاهی بوده‌است، تا آنجا که در بسیاری از آن سال‌ها، اعطای بورس‌های تحصیلی اعزام به خارج از کشور برای دوره کارشناسی امور مالی و کارشناسی ارشد مدیریت مالی توسط این دانشگاه صورت گرفته‌است. مجوز تأسیس این دانشگاه با عنوان «دانشکده امور اقتصادی» در شهریور ۱۳۶۶ توسط وزارت فرهنگ و آموزش عالی و شورای عالی انقلاب فرهنگی صادر شد.
این دانشگاه در سال ۱۳۸۲، با مصوبه شورای عالی اداری از وزارت امور اقتصادی و دارایی جدا شد و تحت پوشش وزارت علوم، تحقیقات و فناوری قرار گرفت و به «دانشکده امور اقتصادی» تغییر نام داد. با تغییر مدیریت دانشکده در سال ۱۳۸۴ تغییرات وسیعی در دانشکده به وجود آمد و در سال ۱۳۸۶ به دانشکده علوم اقتصادی تغییر نام داد. در سال ۱۳۸۹ این دانشکده به دانشگاه تهران و سپس بااعتراض هیئت امناء دانشگاه علامه طباطبایی و موافقت وزیر وقت علوم با دانشگاه علامه طباطبایی ادغام شد.
سپس این دانشکده از دانشگاه علامه طباطبایی منفک شد و با رأی شورای گسترش آموزش عالی به عنوان دانشگاه علوم اقتصادی با سه دانشکده اقتصاد، مدیریت و علوم مالی به کار خود ادامه داد تا اینکه سرانجام در سال ۱۳۹۳ در دانشگاه خوارزمی ادغام شد.

### رؤسا
رؤسای این دانشکده به ترتیب زمانی عبارتند از:
- دکترعلی اکبر عرب مازار (۱۳۷۳–۱۳۸۱)
- دکتر محمد علی آقایی (۱۳۷۵)
- دکتر محمد حسین مهدوی (۱۳۸۱–۱۳۸۳)
- خانم دکتر ویدا مجتهدزاده (۱۳۸۳–۱۳۸۴)
- دکتر مهدی صادقی شاهدانی (۱۳۸۴–۱۳۹۲)
- دکتر محمدرضا منجذب (۱۳۹۲–۱۳۹۴).

## رشته‌های تحصیلی
این دانشگاه از طریق کنکور سراسری در دو مقطع کارشناسی و کارشناسی ارشد در رشته‌های زیر دانشجو می‌پذیرفت. برخی از رشته‌های این دانشگاه، در ایران منحصربه‌فرد بودند و تنها در این دانشگاه تدریس می‌شدند.

### کارشناسی
- حسابداری با چهار گرایش
- مدیریت بانکی
- مدیریت گمرک
- مدیریت بیمه
- مدیریت مالی
- علوم اقتصادی با سه گرایش

### کارشناسی ارشد
- مهندسی دانش و علوم تصمیم
- حسابداری
- مدیریت مالی
- مهندسی مالی
- ریاضیات مالی
- مهندسی سیستم‌های اقتصادی و اجتماعی
- اقتصاد اسلامی
- اقتصادانرژی
- بانکداری اسلامی
- مدیریت بازرگانی
- مدیریت صنعتی
- MBA با هشت گرایش

## فضاهای آموزشی دانشگاه

### دانشکده علوم مالی
کلاس‌های درس و دانشجویان کارشناسی (روزانه) در این مجموعه قرار دارند. این مجموعه، دارای ۲۸ کلاس درس است و اتاق استادان دانشگاه و استادان مدعو نیز در آن واقع است.
این مجموعه مجهز به امکانات زیر می‌باشد:
- اتصال تمام کلاس‌ها به شبکه اینترنت و اینترانت
- تجهیز تمام کلاس‌ها به ویدئو پروژکتور
- سالن مطالعه و کتابخانه
- ۵ سایت کامپیوتری
- اینترنت بی‌سیم
- سالن اجتماعات

### دانشکده مدیریت
این مجموعه دارای ۱۸ کلاس آموزشی ویژه دانشجویان کارشناسی و ارشد گروه‌های مدیریت است. این مجموعه آموزشی پس از بازسازی و نوسازی کامل، مجهز به آخرین امکانات و تجهزات آموزشی شده‌است.
این مجموعه مجهز به امکانات زیر است:
- عایق بندی کامل صوتی و حرارتی تمام کلاس‌ها
- اتصال تمام کلاس‌ها به شبکه اینترنت و اینترانت و ویدئو پروژکتور
- سالن مطالعه و سالن اجتماعات و کتابخانه
- ۲ سایت کامپیوتری

### دانشکده اقتصاد
کلاس‌های درسی و دانشجویان لیسانس و کارشناسی ارشد در این مجموعه استقرار دارند. این مجموعه نیز مجهز به کلاس‌های آموزشی بازسازی و نوسازی شده‌استاندارد، شبکه اینترنت و اینترانت، ویدئو پروژکتور، کتابخانه و سایت کامپیوتری است.

### مرکز کارآفرینی و نوآوری دانشگاه
مرکزکارآفرینی و نوآوری، واحدی است که عهده‌دار آموزش، مشاوره و توسعه در زمینه معرفی و ایجاد فرصت‌های کارآفرینی و نوآوری می‌باشد. در این مرکز مجموعه دوره‌های آموزش عالی (پیشرفته) مدیریت سرمایه‌گذاری در حال برگزاری می‌باشد:
1. MFT دوره آموزش عالی مدیریت معاملات در بازار بین‌المللی ارز
2. MST دوره آموزش عالی مدیریت معاملات در بورس اوراق بهادار تهران
3. MOT دوره آموزش عالی مدیریت معاملات قراردادهای اختیار معامله-آپشن
4. MCT دوره آموزش عالی مدیریت معاملات قراردادهای آتی در بورس کالای ایران
5. دوره آموزش حسابداری کاربردی شرکت‌ها

مرکز کار آفرینی دانشگاه تاکنون دوره‌های آموزشی کوتاه مدت زیر را نیز برگزار نموده‌است.
امور بیمه، امور گمرکی و سفارش‌های خارجی، اعتبارات و امور بانکی، احکام و طبقه‌بندی مشاغل، مدیریت بهره‌وری
، مهندسی کیفیت، مدیریت پروژه، اصول و فنون مذاکرات بین‌المللی، مدیریت ریسک، بهره‌وری سرمایه، بهره‌وری منابع انسانی، کارگاه مدیریت تغییر، بهبود عملکرد کیفیت، معرفی و کاربرد نرم‌افزار SPSS، روانشناسی موفقیت
این دوره‌های کوتاه مدت به صورت کاربردی برگزار می‌شود. پس از برگزاری دوره و یک آزمون پایانی به دانش پذیران گواهینامه شرکت در دوره به همراه کارنامه اعطا می‌شود. لازم است ذکر شود که عده‌ای از دانش پذیران با مهارت‌های آموزش داده شده در این دوره‌ها بلافاصله جذب بازار کار شده‌اند.